# Accalathura maculata
Accalathura maculata är en kräftdjursart som först beskrevs av William Aitcheson Haswell 1881.  Accalathura maculata ingår i släktet Accalathura och familjen Leptanthuridae. Inga underarter finns listade i Catalogue of Life.